# 成吉思汗站
成吉思汗站是位于内蒙古自治区呼伦贝尔市扎兰屯市成吉思汗镇的一个铁路车站。车站建于1901年，有滨洲铁路经过该站，车站及其上下行区间均已电气化。车站距离哈尔滨站384公里，隶属中国铁路哈尔滨局集团齐齐哈尔车务段。该站的站名源于扎兰屯市一个以蒙古大汗、元太祖成吉思汗命名的镇。
车站曾为四等站，2024年7月1日降级为旅客乘降所。